# Sidede Onyulo
Peter Sidede Onyulo (* 1955 in Kajulu, Kenia; † April 2008 ebenda) war ein kenianischer Schauspieler, bekannt durch den Film Nirgendwo in Afrika.
Er wurde 1955 in Kajulu in Kenia geboren. 1975 bis 1978 studierte er Jura in Nairobi, 1979 entschied sich Sidede Onyulo jedoch fürs Theater. In Kenia wurde er durch zahlreiche Filme bekannt. Internationale Anerkennung erlangte Sidede durch die Rolle des Owuor in dem Film Nirgendwo in Afrika, der 2003 auch einen Oscar als bester nicht englischsprachiger Film gewann. Sidede Onyulo starb 2008 an einer Krankheit in einem kenianischen Krankenhaus.

## Filmografie
- 1988: Afrika, mein Leben
- 1990: Safari des Todes
- 1991: Und es gab nur einen Zeugen
- 2001: Nirgendwo in Afrika
- 2004: Quatermain und der Schatz des König Salomon (OT: King Solomon’s Mines)
- 2005: Der ewige Gärtner